# Флаг Усть-Большерецкого района
Флаг Усть-Большере́цкого муниципального района — официальный символ Усть-Большерецкого муниципального района Камчатского края Российской Федерации. Принят 14 мая 2005 года.

## Описание
«Флаг Усть-Большерецкого муниципального района представляет собой прямоугольное синее полотнище с отношением ширины к длине 2:3, воспроизводящее фигуры герба: жёлтый треугольник, опирающийся основанием на край у древка, а вершиной отстоящий от древка на 3/4 длины полотнища и несущий изображение чёрного медведя с белой рыбой в зубах».

## Обоснование символики
Флаг Усть-Большерецкого района разработан на основе герба Усть-Большерецкого района.
Усть-Большерецкий район находится в южной части Камчатской области, располагаясь на самой оконечности полуострова Камчатка. Это отражено во флаге жёлтым клином (форма клина созвучна с изображением на картах территории района). Лазоревое поле герба символизирует водные просторы, окружающие район с трёх сторон. Море всегда играло большую роль в жизни местного населения, основным занятием которых является рыбный морской промысел.
Медведь держащий рыбу олицетворяет природные богатства района — в горах и лесах водятся многочисленные животные, а в море — ценные породы лососёвых рыб. Медведь также символ предусмотрительности, богатырской силы, и вместе с тем, добродушия, аллегорически показывает трудолюбие и гостеприимство жителей района.
Жёлтый (золото) цвет — символ богатства, стабильности, уважения.

Белый (серебро) — символ благородства, мира и взаимного сотрудничества.

Лазурь (синий, голубой) — символ истины, чести и добродетели.

Чёрный — символ мудрости, покоя, скромности, свободы.